# Jacob Sturm

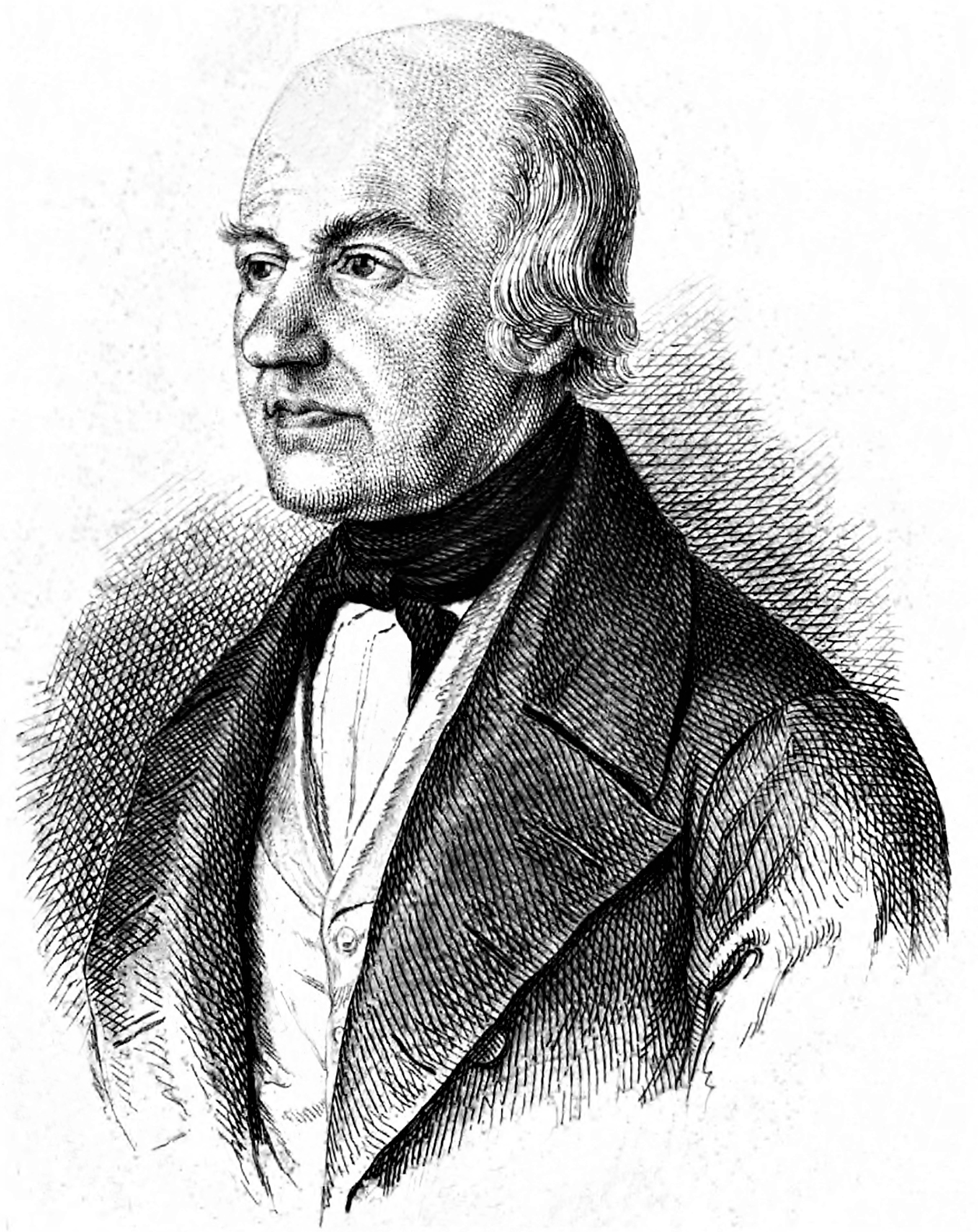
Jacob Sturm

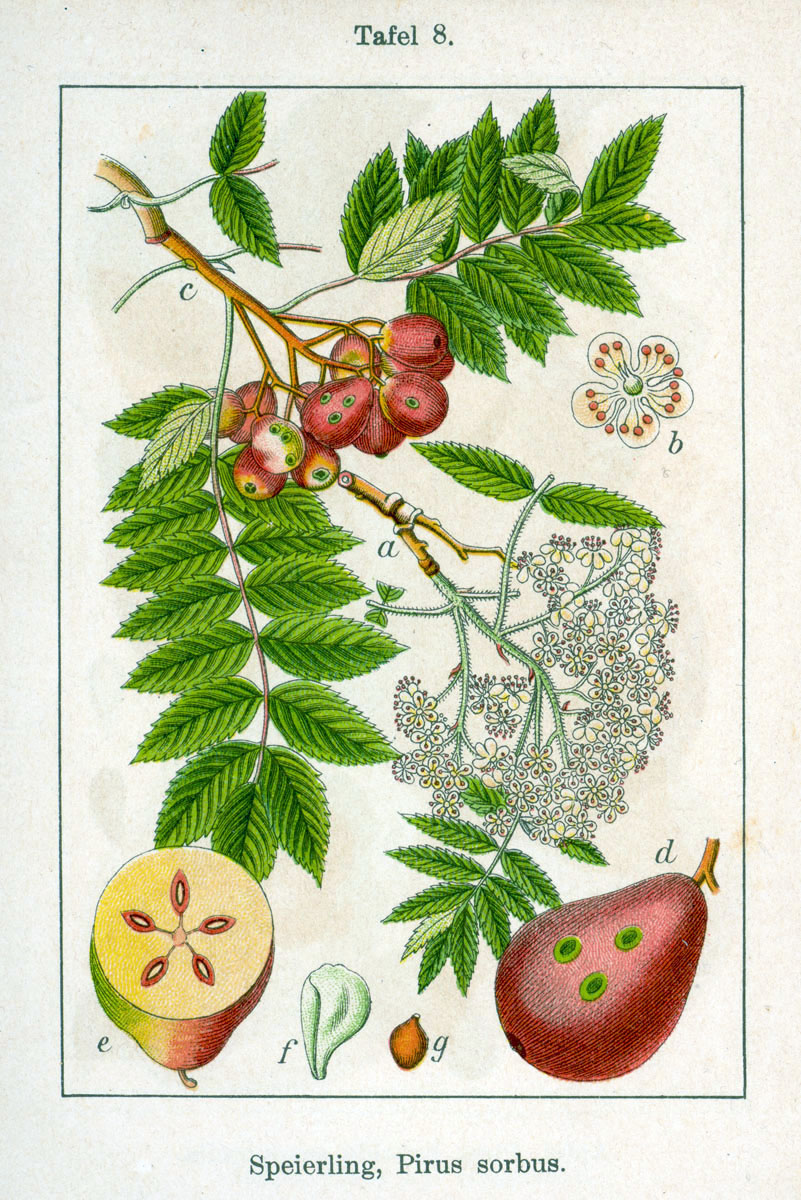
Sorbus domestica in Deutschlands Flora in Abbildungen

Jacob Wilhelm Sturm (21 maart 1771 – 28 november 1848) was een toonaangevende graveur van entomologische en botanische wetenschappelijke publicaties in Duitsland op het einde van de 18e en het begin van de 19e eeuw. Hij werd geboren en woonde in Neurenberg en was de enige zoon van de graveur Johann Georg Sturm (1742-1793), die hem trainde in tekenen en in het kopergraveren. Zijn auteursaanduiding in de botanische nomenclatuur is Sturm.
Sturm leerde het vak van kopergraveerder van zijn vader Johann Georg Sturm. Op 16-jarige leeftijd leerde hij de botanicus Johann Christian von Schreber en de entomoloog Georg Wolfgang Franz Panzer kennen. Deze maakten hem enthousiast voor de natuur.
Sturm ging eerst insecten bestuderen. In 1789 schreef hij het boek Sammlung von Abbildungen sur Naturgeschichte. Schmetterlinge und Käfer (Verzameling van illustraties van de natuurgeschiedenis van vlinders en kevers.) In de jaren 1791 en 1792 publiceerde hij Insekten-Cabinet, nach der Natur gezeichnet und gestoche ( Insectencabinet, getekend en gegraveerd naar de natuur). Deze uitgave bevatte nog geen tekst. In 1792 verscheen Faunae Insectorum Germanicae initia uitgebracht door Georg Wolfgang Franz Panzer met de eerste 110 door Sturm met de hand ingekleurde afbeeldingen. In de daarop volgende 20 jaar werd het werk voortgezet door Gottlieb August Wilhelm Herrich-Schäffer (1799-1874) en verschenen er 109 delen met 2640 afbeeldingen van insecten.
Later maakte hij Deutschlands Fauna in Abbildungen nach der Natur, mit Beschreibungen (De fauna van Duitsland in afbeeldingen naar de natuur, met beschrijvingen), dat bestaat uit 500 kopergravures, terwijl zijn botanisch boek Deutschlands Flora in Abbildungen nach der Natur mit Beschreibungen (Duitse flora op afbeeldingen naar de natuur met beschrijvingen) uit 2.472 afbeeldingen met tekst bestaat. Deutschlands Flora in Abbildungen nach der Natur mit Beschreibungen in 163 delen (in 136 volumen), gedrukt op kosten van de auteur, verscheen tussen 1798-1862 en bevatte nette en aantrekkelijke kleine gravures, niet meer dan 12,7 x 9 cm groot. Hij koos bewust voor dit kleine formaat om de kennis van de Duitse flora via de afbeeldingen zo goedkoop mogelijk beschikbaar te maken voor een zo groot mogelijk publiek. Ondanks hun kleinheid tonen ze verrassend veel details. Jacob Sturm leerde zijn kunst van zijn vader, Johann Georg Sturm, die ook een Neurenberg-graveur was (Blunt & Stearn pp. 258–260).
Op basis van deze flora verscheen tussen 1900 en 1907 de bekende serie J. Sturm's Flora von Deutschland, dat heruitgegeven werd door de Deutsche Lehrer-Verein für Naturkunde (Duitse lerarenvereniging voor natuurlijke historie).
Sturm werd een gevierde insectenverzamelaar en richtte de Neurenbergse Maatschappij voor Natuurlijke Historie op. Zijn entomologische en botanische platen zijn zeer nauwkeurig getekend en tonen minutieuze details en genoten een grote populariteit bij naturalisten. Omdat de meeste van zijn werken in een klein formaat werden gepubliceerd, konden ze door een groter publiek worden gekocht en waren ze erg populair. Tijdens deze periode was Neurenberg het centrum van de productie van natuurhistorische boeken in Duitsland.
Als erkenning voor zijn wetenschappelijk werk, heeft de Faculteit der Letteren van de Universiteit van Wrocław in 1846 hem de titel van Dr. phil. honoris causae. In 1801 was Sturm medeoprichter van de Naturhistorischen Gesellschaft Nürnberg. Sinds 1846 behoorde hij tot de Deutsche Akademie der Wissenschaften Leopoldina. Hij is lid geweest van tal van natuurwetenschappelijke verenigingen, waaronder het Senckenberg Gesellschaft für Naturforschung, het Gesellschaft Naturforschender Freunde zu Berlin, de Entomologischer Verein zu Stettin, de Linneschen Gesellschaft zu Stockholm, de Wetterauische Gesellschaft en vele andere.
Jacob Sturm bezat een omvangrijke natuurhistorische verzameling. Zijn insectenverzameling behoorde in zijn tijd tot de grootste van Duitsland.
Johann Wilhelm Sturm (1808-1865) zette na de dood van zijn vader de heruitgave van de serie Deutschlands Flora in Abbildungen nach der Natur voort. Ook zijn zoon Johann Heinrich Christian Friedrich Sturm (1805-1862) hield zich bezig met het werk van zijn vader.

## Boeken
- J. Sturms Flora von Deutschland in Abbildungen nach der Natur. I–XV, 2. umgearbeitete Aufl., K. G. Lutz, Stuttgart 1900–1907
  - Band 1, Nadelhölzer, Lilien, Kolbenschilfe, Kolbenblumen = Coniferae, Liliiflorae, Pandanales, Spathiflorae. 2., umgearb. Aufl.1906
  - Band 2, Riedgräser = Cyperaceae. 2., umgearb. Aufl.1900
  - Band 3, Echte Gräser = Gramineae. 2., umgearb. Aufl.1900
  - Band 4, Orchideen, Wasserkräuter, Kätzchenträger, Nesseln, Sandeln, Osterluzeien, Ampfer = Orchideae, Helobiae, Amentaceae, Urticiflorae, Santalinae, Aristolochiales, Polygonaceae. 2., umgearb. Aufl.1905
  - Band 5, Mittelsamige und Haufenfrüchtige = Centrospermae und Polycarpicae. 2., umgearb. Aufl.1901
  - Band 6, Mohnartige, Cistifloren und Säulenträger = Rhoeadinae, Cistiflorae und Columniferae. 2., umgearb. Aufl.1902
  - Band 7, Schnabelfrüchtler, Balsamgewächse, Seifenbäume, Kreuzdorngewächse, Dreisamige, Seidelbaste und Steinbreche = Gruinales, Terebinthinae, Sapindiflorae, Frangulinae, Tricoccae, Thymelaeinae, Saxifraginae. 2., umgearb. Aufl.1902
  - Band 8, Rosen = Rosiflorae. 2., umgearb. Aufl.1904
  - Band 9, Hülsenfrüchte, Myrten, Heiden, Primeln = Leguminosae, Myrtiflorae, Bicornes, Primulinae. 2., umgearb. Aufl.1901
  - Band 10, Röhrenblütler im weiteren Sinne. 2., umgearb. Aufl.1903
  - Band 11, Röhrenblütler im weiteren Sinne. 2., umgearb. Aufl.1903
  - Band 12, Schirmblumige und Glockenblumige = Umbelliflorae und Campanulatae. 2., umgearb. Aufl.1904
  - Band 13, Haufenblütige. 2., umgearb. Aufl.1905
  - Band 14, Haufenblütige. 2., umgearb. Aufl.1906
  - Band 15, Generalregister. 2., umgearb. Aufl.1907

- Bibsys: 2036571
- Bibliothèque nationale de France: cb13481632f (data)
- Author citation (botany): Sturm
- CiNii: DA15079536
- Stuttgart Database of Scientific Illustrators 1450–1950: 769
- Gemeinsame Normdatei: 117363898
- International Standard Name Identifier: 0000 0001 0902 7435
- Library of Congress Control Number: no2001087616
- Nationale Bibliotheek van Tsjechië: xx0023817
- Nationale Bibliotheek van Israël: 987007290195705171
- Nationale Bibliotheek van Polen: a0000002758158
- Nationale en Universitaire bibliotheek Zagreb: 000688868
- Nederlandse Thesaurus van Auteursnamen: 07014267X
- Réseau des bibliothèques de Suisse occidentale: 02-A003872753
- Istituto Centrale per il Catalogo Unico: RMSV039221
- LIBRIS: 247961
- Système universitaire de documentation: 035435380
- Virtual International Authority File: 54297493
- WorldCat: E39PBJhCH8c3QJPWhycPjHYVmd